# ジブチの政党一覧
ジブチの政党（ジブチのせいとう）では、ジブチにおける政党政治について説明する。
ジブチは1992年の新憲法制定以来、複数政党制を導入しているが、進歩人民連合 (RPP) が事実上の一党支配を続けている。

## 親政府派
- 進歩人民連合
- 統一民主回復戦線
- 国民民主党
- 社会民主人民党
- 改革派連合

## 反政府派
- 民主共和同盟
- 民主改革開発運動
- ジブチ開発党
- ジブチ民主正義連合